# Archibald Leitch
Archibald Leitch (ur. 27 kwietnia 1865 w Glasgow; zm. 25 kwietnia 1939) – szkocki architekt, który zaprojektował wiele stadionów w Wielkiej Brytanii i Irlandii. 
Leitch zaprojektował między innymi:
- Anfield
- Ayresome Park
- Bramall Lane
- Cardiff Arms Park
- Celtic Park
- Craven Cottage
- Dalymount Park
- Dens Park
- Ewood Park
- Fratton Park
- Goodison Park
- Hampden Park
- Highbury[3]
- Home Park
- Ibrox Park
- Maine Road
- Old Trafford
- Roker Park
- Selhurst Park
- The Dell
- The Den
- Twickenham Stadium
- Villa Park
- Windsor Park